# Cor de revestimento

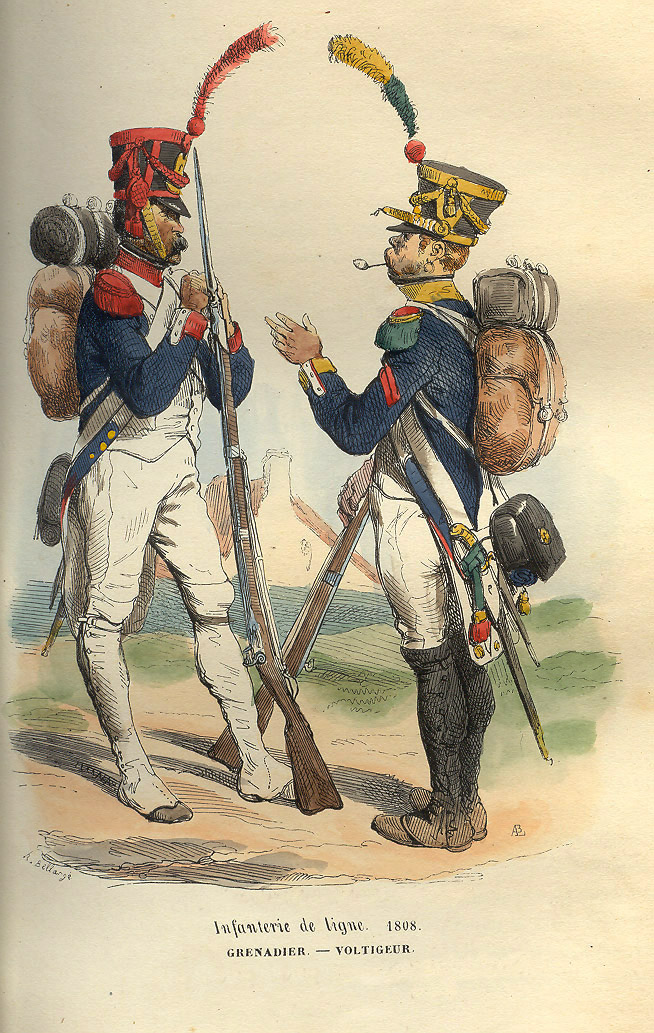
Um granadeiro de Infantaria de linha francesa com revestimentos vermelhos e um voltigeur com revestimentos amarelos (c.1808)

Uma cor de revestimento é uma técnica de alfaiataria comum para uniformes militares europeus, onde o forro interno visível de uma jaqueta, casaco ou túnica militar padrão é de uma cor diferente da cor da própria roupa muito utilizada nos séculos XVIII e XIX. O forro da jaqueta evoluiu para ser de material colorido diferente, depois de tons específicos. Assim, quando o material era virado sobre si mesmo os punhos, lapelas e caudas da jaqueta expunham as cores contrastantes do forro ou dos revestimentos, possibilitando a pronta distinção visual das diferentes unidades (regimentos, divisões ou batalhões) e especialidades de serviço (ex: Infantaria ligeira, Infantaria de linha, Artilharia), cada um com suas especificidades e destaques cores. O uso de revestimentos distintos para regimentos individuais era mais popular nos exércitos do século XVIII, mas a padronização dentro dos ramos de infantaria tornou-se mais comum durante e após as Guerras Napoleônicas.

## França

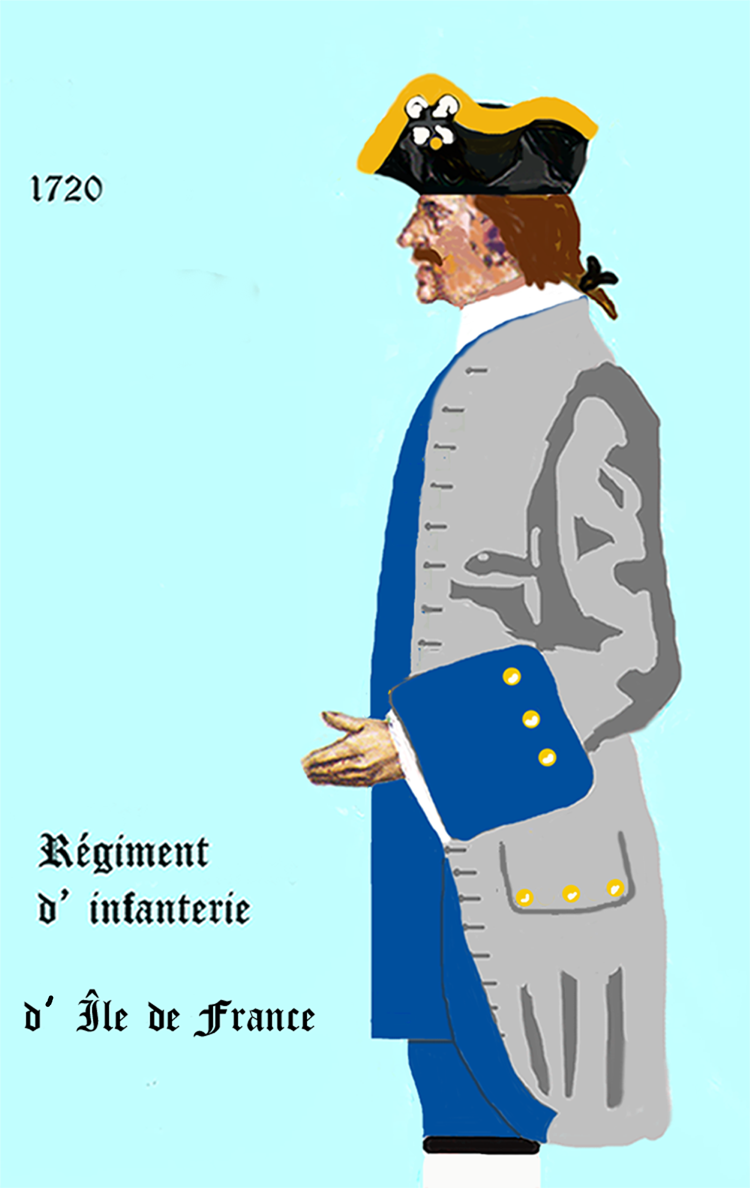
Regimento da Ilha de França (1720) com revestimentos azuis

Durante o Antigo Regime, havia muitas cores diferentes de revestimento (principalmente vários tons de azul, vermelho, amarelo, verde e preto) nos uniformes cinza-brancos padrão da infantaria de linha francesa. Exemplos incluem azul para o Regimento de Languedoc, vermelho para o Regimento de Béarn, etc. A iniciativa de fixar ou mudar as cores das faces foi largamente deixada para os coronéis individuais, que de fato tinham a propriedade de seus regimentos graças ao chamado sistema regimental. Esta tendência para os revestimentos variegados atingiu o seu ápice no "Regulamento de revestimentos de uniformes do exército" de 31 de Maio de 1776, quando tons invulgares como o cinza-prata, aurora e o "vermelho salpicado de branco" foram adicionados aos então uniformes brancos da infantaria francesa. Em 1791 foi feita uma tentativa de racionalizar os revestimentos, dando uma única cor aos agrupamentos de até seis regimentos, e a diferenciação dos regimentos do agrupamento se distinguiam por características secundárias, como padrões de tubulação ou botões para distinguir unidades separadas.
A ascensão de exércitos de conscritos em massa durante e após as Guerras Napoleônicas levou a uma crescente padronização das cores de revestimento, por razões tanto de economia quanto de eficiência de abastecimento. Assim, por exemplo, os fuzileiros e granadeiros de linha francesa do início do século XIX tinham revestimentos vermelhos, com apenas números para distinguir um regimento do outro. Os voltigeurs tinham faces amarelas e/ou verdes. A partir de 1854, os revestimentos vermelhos tornaram-se universais para toda a infantaria de linha que compunha o grosso do exército metropolitano francês, embora os caçadores, que constituíam um ramo separado, mantivessem os revestimentos amarelos como uma distinção especial.

## Reino Unido

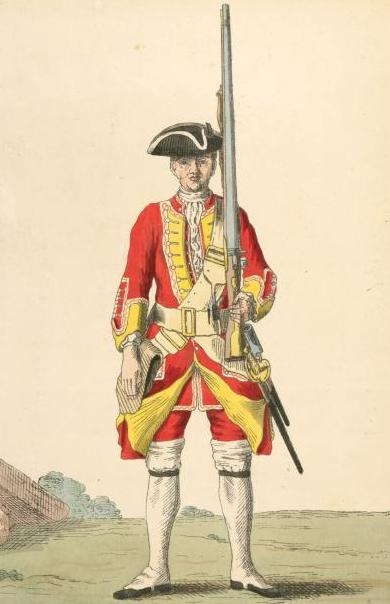
Soldado do 8º Regimento de Infantaria (do Rei) com revestimentos amarelos (1742)

A jaqueta vermelha padrão (conhecida como "casaca vermelha ") usada pelos soldados de infantaria britânicos de meados do século XVII dificultava a distinção entre as unidades envolvidas na batalha. O uso de cores ajudava os soldados a se reunirem em um ponto comum, e cada regimento tinha um estandarte próprio (chamado de cores regimentais) em um tom específico para ser facilmente distinguido. O forro das jaquetas dos uniformes passou a ser feito com material das mesmas cores regimentais, e voltando o material nos punhos, lapelas e caudas da jaqueta para expor o forro, ou "face". A maioria dos exércitos europeus adotou revestimentos durante o final do século XVII e início do século XVIII.
A tradição de associar cores particulares a regimentos específicos continuou no século 20, mesmo quando o uso geral de vestimentas vermelhas cessou em favor do cáqui. Os revestimentos permaneceram como parte dos uniformes cerimoniais retidos pelas tropas domésticas, bandas, oficiais e outras categorias limitadas após a Primeira Guerra Mundial. A prática também foi adotada por unidades militares da Commonwealth que adotaram distinções de vestimenta de unidades afiliadas do exército britânico.
Em 1881 foi feita uma tentativa, como medida de economia, de padronizar as cores para os regimentos de infantaria britânicos (além dos quatro regimentos de fuzileiros que usavam uniformes verde escuros) de acordo com o seguinte sistema:
- Guardas e Regimentos "Reais" (ou seja, aqueles com "Real", "do Rei" ou "da Rainha" ou outros no título) - azul escuro;
- Regimentos ingleses e galeses - branco;
- Regimentos Escoceses (Lowlanders) - amarelo;
- Regimentos irlandeses - verde. (Na verdade, isso significava apenas os Connaught rangers. Todos os outros regimentos irlandeses eram "Reais" e por isso tinham revestimentos azuis escuros. )

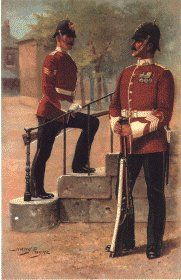
O Regimento de Manchester no uniforme de gala de 1914 com os revestimentos brancos da maioria dos regimentos de infantaria de linha inglesa e galesa.

Embora essa padronização tenha simplificado a fabricação e a substituição de uniformes, ela se mostrou impopular entre o exército em geral. Alguns regimentos (como os Buffs e Green Howards) derivaram seus nomes ou apelidos da cor de seus revestimentos e o Regimento do Duque de Wellington (que tinha revestimentos vermelhos) perdeu a reivindicação de ser o único regimento verdadeiramente revestido de vermelho no exército britânico .
Tão difundida foi a oposição à ordem, e tão frequentes se tornaram os pedidos de exceções especiais, que o esquema em sua forma original foi finalmente abandonado e as cores históricas foram restabelecidas em vários regimentos, até o uniforme completo para o Exército como um todo finalmente desapareceu com a chegada da guerra em 1914. Enquanto muitos regimentos continuaram com seus novos revestimentos de 1881, os casos em que a reversão às cores tradicionais foi aprovada incluíram:
- Os fuzileiros da Nortúmbria (branco e verde gosling);
- O regimento de Manchester (branco e verde Lincoln);
- O regimento de Norfolk (branco e amarelo);
- O regimento de Essex (branco e púrpura "Pompadour");
- O regimento de Devonshire (branco e verde Lincoln);
- A infantaria ligeira highlander (amarelo);
- Os highlanders de Seaforth (amarelo);
- O regimento de Yorkshire do príncipe de Gales (branco e verde grama);
- O regimento do Duque de Wellington (branco e escarlate);
- O regimento de Wiltshire do Duque de Edimburgo (branco);
- O regimento de Suffolk (branco e amarelo);
- A infantaria ligeira de Durham (branco e verde escuro);
- Os Buffs (branco)

Mesmo após a Primeira Guerra Mundial, essa tendência de reverter os revestimentos históricos continuou, embora naquela época os uniformes escarlates fossem normalmente usados apenas por bandas regimentais e por oficiais em trajes de serviços gerais. Como exemplos, o Regimento de Norfolk recuperou seus antigos revestimentos amarelos em 1925 e o Regimento de North Staffordshire seus revestimentos pretos pré-1881 em 1937.

## Outros exércitos

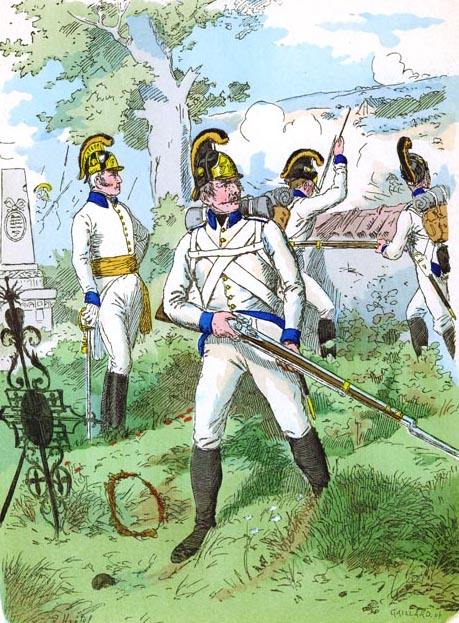
Infantaria austríaca com revestimentos azuis (c.1804)

A prática de usar diferentes cores de revestimento para distinguir regimentos individuais foi difundida nos exércitos europeus no século 18, quando tais decisões foram deixadas em grande parte para comandantes e uniformes foram feitos por empreiteiros individuais, em vez de fábricas de roupas do governo centralizadas.
Na segunda metade do século XIX, os exércitos holandês, espanhol, suíço, belga, japonês, português, italiano, romeno, sueco, chileno, mexicano, grego e turco passaram a seguir arranjos padronizados franceses, embora em alguns casos houvesse variações, porém, ainda usado para denotar diferentes tipos de infantaria (granadeiros, fuzileiros, fuzis, infantaria leve etc.) dentro de um determinado exército, cada um com seu próprio uniforme e revestimentos. Como regra geral, os uniformes de cavalaria tendiam a ser mais variados, e não era incomum que cada regimento montado mantivesse suas próprias cores até 1914. Artilharia, engenheiros e corpos de apoio normalmente tinham uma única cor para o ramo inteiro, embora excepcionalmente cada regimento de artilharia sueca tivesse sua própria cor até 1910.
O exército regular dos Estados Unidos após a Guerra Civil Americana adotou um uniforme universal azul escuro e claro sob o qual cada regimento se distinguia apenas por números e outras insígnias, além de cores de ramo de serviço. Estes últimos eram amarelos para Cavalaria, vermelhos para Artilharia e brancos (mais tarde azul claro) para infantaria. Combinações de cores como escarlate com branco para engenheiros, laranja com branco para o Corpo de sinais e preto com escarlate para o pessoal de artilharia deram ampla margem para adicionar revestimentos de ramos distintos à medida que o Exército se tornava mais técnico e diversificado. Este sistema continuou em uso geral até que os uniformes azuis deixaram de ser uma questão geral em 1917, e sobreviveu de forma limitada nos uniformes de serviços gerais e nos uniformes de gala.
Exceções notáveis a essa padronização dentro dos ramos foram o Exército Britânico (como observado acima) e o Austro-Húngaro. Até a Primeira Guerra Mundial, este último empregou 28 cores diferentes, incluindo 10 tons diferentes de vermelho, para seus revestimentos de infantaria.
Nos exércitos imperiais alemães e russos, que eram muito grandes, a cor de revestimento da infantaria era frequentemente alocada de acordo com a posição que um determinado regimento mantinha na ordem de batalha - isto é, dentro de uma brigada, divisão ou corpo. Como exemplo, entre a infantaria de linha russa, as duas brigadas dentro de cada divisão eram distinguidas por alças vermelhas ou azuis; enquanto os quatro regimentos dentro de cada divisão usavam remendos de colarinho vermelho, azul, branco ou verde e faixas de boné, respectivamente.